# Джим Гаррісон (хокеїст)
Джим Гаррісон (англ. Jim Harrison, нар. 9 липня 1947, Боннівілль) — канадський хокеїст, що грав на позиції центрального нападника.

## Ігрова кар'єра
Професійну хокейну кар'єру розпочав 1963 року.
Протягом професійної клубної ігрової кар'єри, що тривала 18 років, захищав кольори команд «Бостон Брюїнс», «Торонто Мейпл-Ліфс», «Едмонтон Ойлерс», «Клівленд Крусейдерс» та «Чикаго Блекгокс».